# Mulberry (Oklahoma)
Mulberry es un lugar designado por el censo ubicado en el condado de Adair en el estado estadounidense de Oklahoma. En el Censo de 2010 tenía una población de 138 habitantes y una densidad poblacional de 91,71 personas por km².

## Geografía
Mulberry se encuentra ubicado en las coordenadas 35°52′7″N 94°41′58″O / 35.86861, -94.69944. Según la Oficina del Censo de los Estados Unidos, Mulberry tiene una superficie total de 2.42 km², de la cual 2.42 km² corresponden a tierra firme y (0.11%) 0 km² es agua.

## Demografía
Según el censo de 2010, había 138 personas residiendo en Mulberry. La densidad de población era de 91,71 hab./km². De los 138 habitantes, Mulberry estaba compuesto por el 23.91% blancos, el 1.45% eran afroamericanos, el 62.32% eran amerindios, el 0% eran asiáticos, el 0% eran isleños del Pacífico, el 1.45% eran de otras razas y el 10.87% pertenecían a dos o más razas. Del total de la población el 7.25% eran hispanos o latinos de cualquier raza.